# Die immer lacht
Die immer lacht ist ein Lied der deutschen Sängerin und Liedtexterin Kerstin Ott. Diese nahm den Titel bereits im Jahr 2005 auf, bekannt wurde er jedoch erst durch den Party-Remix des Produzentenduos Stereoact, der im Jahr 2016 bis auf Platz zwei in den deutschen und österreichischen Charts stieg. In Deutschland wurde die Single mit einer dreifachen Platin-Schallplatte ausgezeichnet.

## Entstehungsgeschichte
Kerstin Ott nahm das Lied als Hobbymusikerin um 2005 auf. Nach eigener Darstellung hatte sie den Song innerhalb von fünf Minuten am Küchentisch für eine damals erkrankte Freundin geschrieben. Ott begleitete ihren Gesang lediglich mit vier einfachen Akkorden auf einer akustischen Gitarre.
Ott, die auch als DJ arbeitet, verschenkte einige selbst gebrannte CDs des Liedes, das von einem der Empfänger bei YouTube eingestellt wurde und dort 2015 vom DJ-Duo Stereoact entdeckt und als Deep-House-Remix auf Kontor Records veröffentlicht wurde. In der Ausgabe vom 1. Januar 2016 war der Titel das erste Mal in den deutschen Charts auf Platz 99 notiert.
Der Remix wurde mit einem Video versehen, das auf Mallorca gedreht wurde. Kerstin Ott spielt darin eine Fotografin, die ein unentwegt lächelndes Model (Greta Hirsch) fotografiert.

## Inhalt
Die immer lacht handelt von einer Frau, die sich nach außen hin immer nur lachend zeigt, obwohl sie eigentlich Sorgen hat. Die Erzählerin nimmt sie bei der Hand und bringt ihr bei, anderen gegenüber ihre wahren Gefühle zu zeigen.

## Rezeption

### Chartplatzierungen
In Deutschland war Die immer lacht erstmals am 1. Januar 2016 in den Charts auf Platz 99 notiert. Am 26. Februar 2016 erreichte der Titel Platz zwei, wo er sich sieben Wochen ununterbrochen hielt.
Die immer lacht erreichte in Deutschland Position zwei der Charts und konnte sich insgesamt 17 Wochen in den Top 10 und bislang 54 Wochen in den Charts halten. In Österreich erreichte die Single ebenfalls Position zwei und konnte sich insgesamt elf Wochen in den Top 10 und aktuell seit 44 Wochen in den Charts halten. In der Schweiz erreichte die Single in aktuell 34 Wochen Position 17 der Charts. Obwohl es das Lied nicht auf Platz eins schaffte, war es trotzdem für einen Zeitraum von jeweils 14 Wochen das erfolgreichste deutschsprachige Lied in den deutschen Singlecharts und in der österreichischen Hitparade. 2016 platzierte sich die Single auf Position zwei in den deutschen Single-Jahrescharts, sowie auf Position vier in Österreich und auf Position 53 in der Schweiz. In Deutschland und Österreich war Die immer lacht die erfolgreichste deutschsprachige Single 2016.
Für Stereoact und Kerstin Ott ist Die immer lacht jeweils der erste Charterfolg ihrer Karriere. Bis heute konnte sich keine Single höher und länger in allen deutschsprachigen Ländern platzieren.
| ChartsChartplatzierungen | Höchstplatzierung | Wochen |
| ------------------------ | ----------------- | ------ |
| Deutschland (GfK)        | 2 (62 Wo.)        | 62     |
| Österreich (Ö3)          | 2 (46 Wo.)        | 46     |
| Schweiz (IFPI)           | 17 (46 Wo.)       | 46     |

| ChartsJahrescharts (2016) | Platzierung |
| ------------------------- | ----------- |
| Deutschland (GfK)         | 2           |
| Österreich (Ö3)           | 4           |
| Schweiz (IFPI)            | 53          |

| ChartsJahrescharts (2010–2019) | Platzierung |
| ------------------------------ | ----------- |
| Österreich (Ö3)                | 61          |

### Auszeichnungen für Musikverkäufe
Im Februar 2021 wurde Die immer lacht in Deutschland mit einer dreifachen Platin-Schallplatte für über 1,2 Millionen verkaufte Einheiten ausgezeichnet. Damit zählt es zu den meistverkauften Singles in Deutschland. Für beide Interpreten ist es die erste Auszeichnung ihrer Karriere. Insgesamt verkaufte sich die Single im deutschsprachigen Raum über 1,5 Millionen Mal.

| Land/Region        | Auszeichnungen für Musikverkäufe (Land/Region, Auszeichnung, Verkäufe) | Verkäufe  |
| ------------------ | ---------------------------------------------------------------------- | --------- |
| Deutschland (BVMI) | 3× Platin                                                              | 1.200.000 |
| Insgesamt          | 3× Platin ·                                                            | 1.200.000 |

## Verwendung und kulturelle Bedeutung
Die immer lacht wurde im März 2016 von Schlagersängerin Tanja Lasch gecovert. Im Januar 2017 wurde ihre Coverversion mit einem smago! Award in der Kategorie „Cover-Version des Jahres“ ausgezeichnet.
Im April 2016 avancierte der Titel mit abgewandeltem Text zur Stadionhymne der Hertha-BSC-Fans.
In der Talenteshow Das Supertalent wurde Die immer lacht im November von einem Kandidaten interpretiert. Die Single stieg daraufhin in den deutschen Charts noch einmal 28 Plätze.
Im Juni 2019 veröffentlichte das britische Popduo Right Said Fred eine englischsprachige Coverversion mit dem Titel She Always Laughs.